# 10053 Noeldetilly
10053 Noeldetilly este o planetă minoră (asteroid), cu un diametru de 4,47 km, din centura de asteroizi. A fost descoperită pe 16 septembrie 1987 la Observatorul La Silla de Henri Debehogne. 
Obiectul prezintă o orbită caracterizată de o semiaxă mare de 2,2790787 UAi, o excentricitate de 0,16, o înclinație de 4,28567 ° în raport cu ecliptica.